# San Román (Amieva)
San Román  ist ein Parroquia in der Gemeinde Amieva der autonomen Region Asturien.

## Geographie
Das Parroquia mit seinen 17 Einwohnern (Stand 2011) hat eine Grundfläche von 7,64 km² und liegt auf 356 msnm. Die nächste, größere Ortschaft ist das 5 km entfernte Sames, Hauptort und Verwaltungssitz der Gemeinde Amieva. San Román umfasst die

## Weiler und Dörfer
- San Roman – 14 Einwohner 2011 43° 15′ 25″ N, 5° 5′ 19″ W
- La Llana (La Yana) – 3 Einwohner 2011 43° 15′ 33″ N, 5° 5′ 43″ W

## Fiesta
- Stadtfest am 9. August, dem Gedenktag des Heiligen Romanus, Märtyrer, nach dem der Ort benannt ist.

## Klima
Der Sommer ist angenehm mild, aber auch sehr feucht. Der Winter ist ebenfalls mild und nur in den Hochlagen streng.

## Sehenswürdigkeiten
- Kirche San Román de Amieva in San Roman von 1878